# 7,62×38 мм Наган

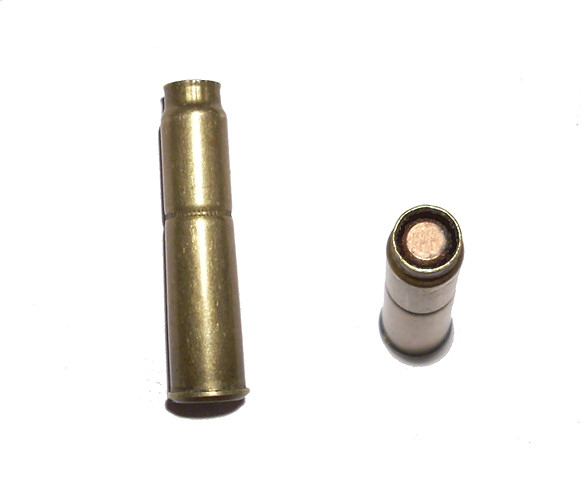
Набій раннього випуску, з глибоко обтиснутим дульцем гільзи.

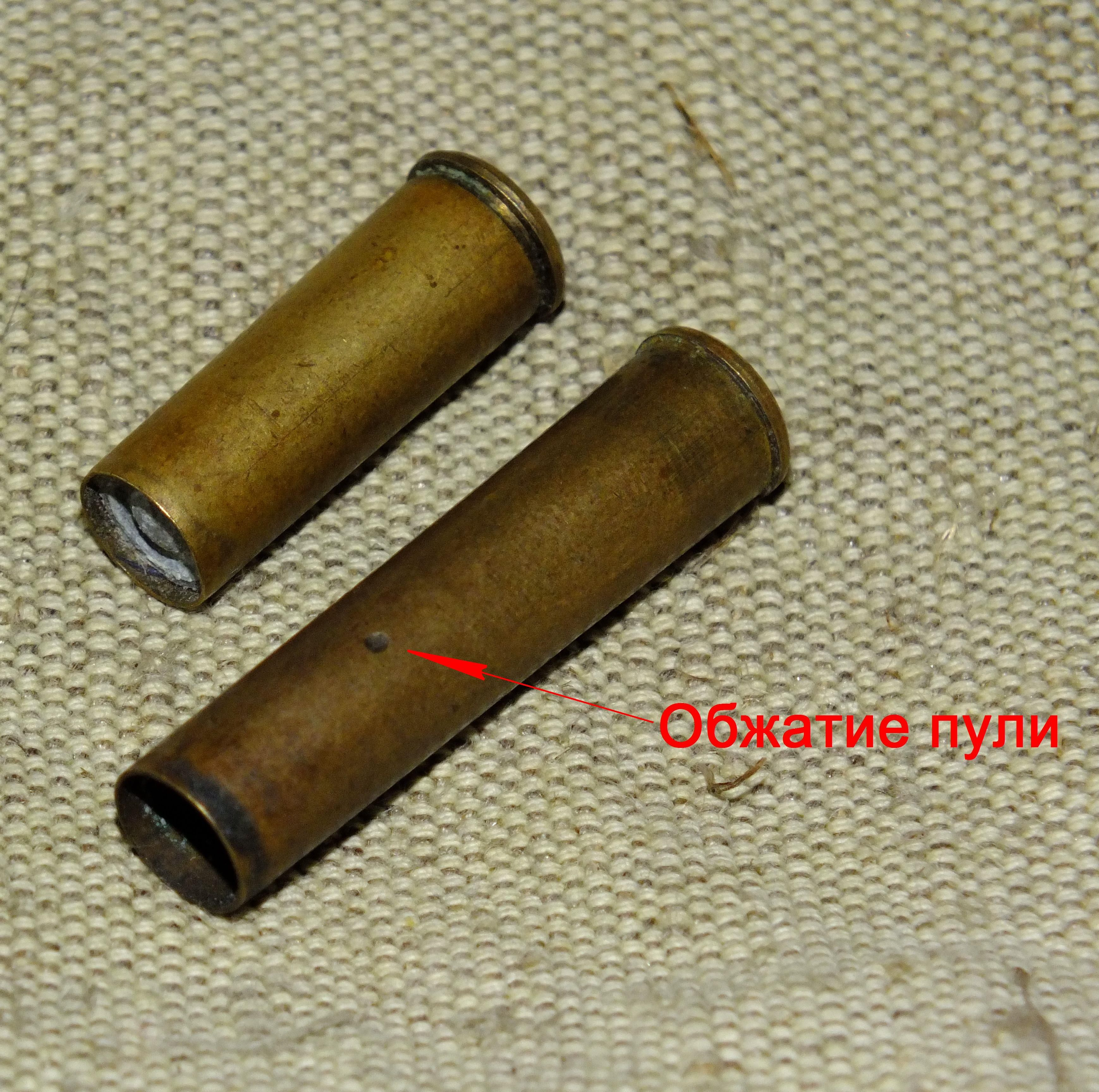
Гільза від набою пізнього випуску з обтисненням кулі в трьох точках і набій від спортивного револьвера 7,62×26, зі свинцевим пижом.

7,62×38 мм Наган — револьверний набій для 7,62 мм револьвера системи Нагана. Набій з фланцевою латунною гільзою, оболонковою кулею і бездимних порохом.
Набій призначений для револьвера Наган зразка 1895 року. Використовувався також з револьверами інших типів, наприклад, Піпер-Наган. Для свого часу, набій відрізнявся дуже високими балістичними параметрами.
Конструкція набою дозволила вирішити проблему прориву порохових газів через зазор між казенним зрізом ствола і переднім торцем барабана. Куля в набої була повністю втоплена в гільзу, роль обтюратора грало дульце гільзи, яке роздається і притискається пороховими газами в момент пострілу до каналу ствола, що виключало можливість прориву газів. Завдяки цьому для Нагана вдалося створити унікальний для револьверів глушник системи БраМіт.

## Номенклатура радянських набоїв
- 7,62 Р гл (Індекс ГАУ — 57-Н-122) — набій із звичайною кулею Р і латунною гільзою.
- 7,62 Р гл зменшений заряд — патрон із звичайною кулею Р і латунною гільзою і зменшеним зарядом. Випускався з 1970-х років.
- 7,62 Р гс (Індекс ГАУ — 57-Н-123) — патрон із звичайною кулею Р і сталевою гільзою.
- 7,62 Рст гл (Індекс ГАУ — 57-Н-124) — набій з кулею Рст зі сталевим осереддям і латунною гільзою.
- 7,62 СР гл — набій спортивний револьверний з циліндричною свинцевою кулею В-1.
- 7,62 УЧ гл (Індекс ГРАУ — 7Х7) — набій навчальний (з інертним спорядженням).

Набої випуску до 1940-х рр. поставлялися в картонних коробках по 10 набоїв, післявоєнного випуску - в коробках по 14 набоїв.

## Виробництво
Набій випускався більшістю європейських патронних підприємств до 1940-х років.
- Бельгія
- Російська імперія
- СРСР — випуск набоїв було розпочато під час громадянської війни і тривав до 1989 року.
- Польща — випуск набоїв на фабриці P.W.A.-Skarzysko було розпочато в 1929 році і тривав до 1939 року[1]

В даний час комерційні набої виробляються фірмою Fiocchi (Італія) і фірмою Lapua (Фінляндія), невеликі партії - фірмою «Прві партизан» (Сербія). Залежно від виробника зазначається різниця в глибині посадки кулі в гільзі, конструкції кулі і дульця гільзи.
| Наган                   | Наган                          |
| ----------------------- | ------------------------------ |
| Калібр, мм              | 7,62                           |
| Тип кулі                | Оболонкова зісвинцевим осердям |
| Довжина кулі, мм        | 16,26-16,51                    |
| Довжина кулі у калібрах | 2,1                            |
| Вага осердя, г          | 5,22-5,40                      |
| Вага заряду, г          | 0,1-0,3                        |